# Мукай (Никля)
Мукай (Мукья, алб. Mukaj) — деревня в Албании. Расположена у подножья хребта Скандербег, на краю долины реки Ишми, севернее Тираны и южнее города Круя. Административно относится к муниципалитету Круя (Bashkia Krujë) в округе Круя в области Дуррес.
После начала Итальянской кампании и падения Муссолини, за месяц до капитуляции Италии и окончания итальянской оккупации Албании решено было внести ясность во взаимоотношения двух крупных организаций, выступавших под лозунгами национального освобождения: Национально-освободительного фронта (НОФ) и «Бали Комбетар». Переговоры проходили 26 июля 1943 года в деревне Тапиза, 1—2 августа — в деревне Мукай. По соглашению в Мукае был создан совместный Комитет спасения Албании.